# Anna-Julia Kontio
Anna-Julia Kontio, född 4 februari 1991 i Tammerfors, är en finländsk hoppryttare. Hon är dotter till Jorma Kontio.

## Bakgrund
Kontio är dotter till travkusken Jorma Kontio och Tuula Kontio som tidigare tävlat i hoppning. Kontio tävlar för Tammerfors Ridsällskap (TRS) och har ridit hästar som Rascal, Escape, Jessy och Rio Nuevo. I mars 2011 utsågs Kontio till sponsor för Helsinki International UB Horse Show.
Under 2010-talet bodde Kontio i Zürich i Schweiz då hon var tillsammans med ryttaren Martin Fuchs. Efter relationen med Fuchs avbröt Kontio sin ryttarkarriär och flyttade tillbaka till Finland.
I februari 2017 meddelade Kontio att hon skulle göra comeback som ryttare i det tyska stallet JS Sportpferde.
Kontio har rapporterats vara allergisk mot hästar.